# Redemptoris custos

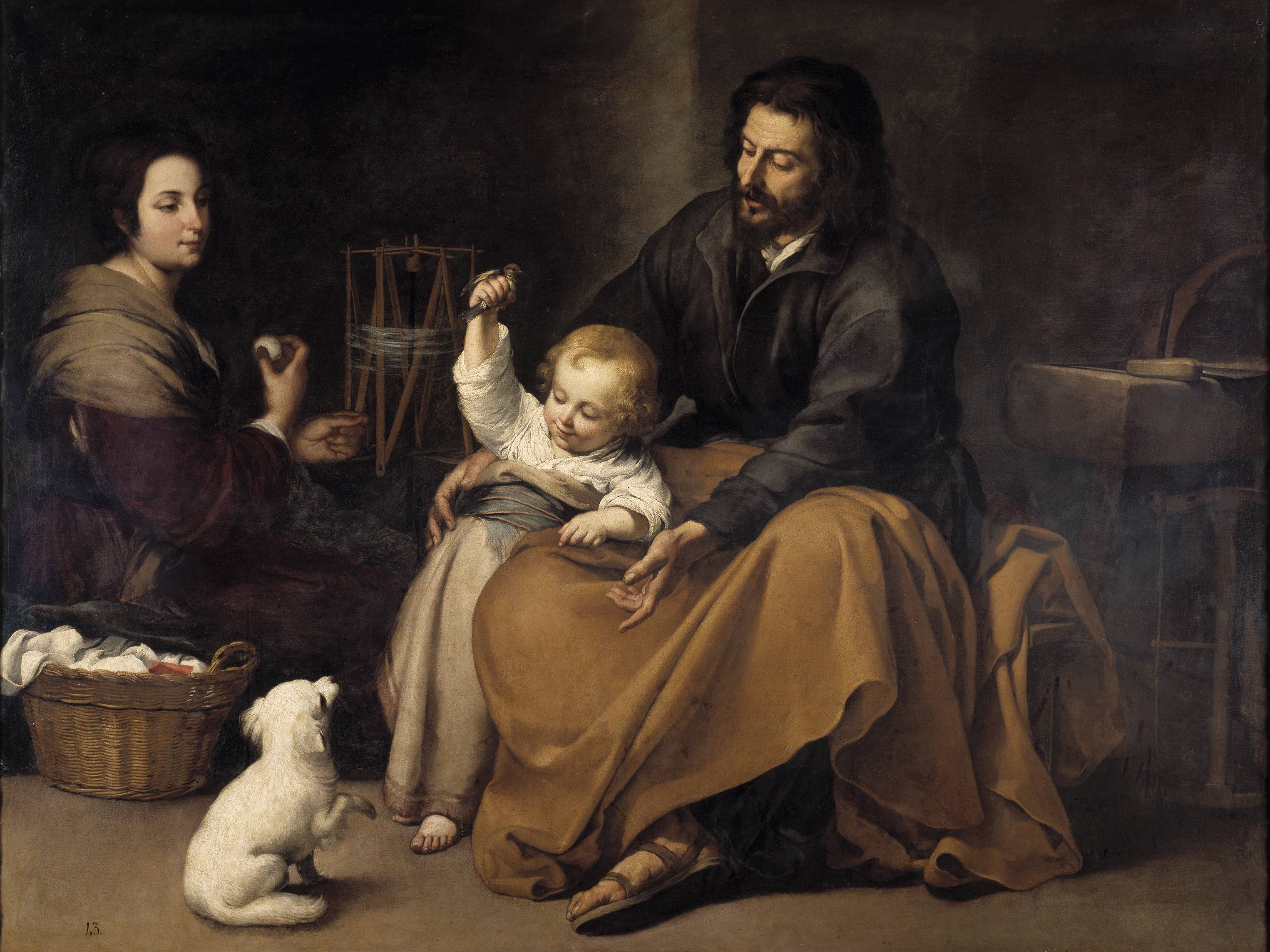
Svatá rodina s ptáčkem, Bartolomè Esteban Murillo, kolem 1650

Redemptoris Custos (česky Strážce Vykupitele) je název apoštolské exhortace papeže Jana Pavla II. o svatém Josefovi. Byla pronesena 15. srpna 1989 v bazilice svatého Petra v Římě u příležitosti stého výročí vydání encykliky papeže Lva XIII. s názvem Quamquam pluries.
Pojednává o významu svatého Josefa ve Svaté rodině a představuje papežův pohled na roli svatého Josefa v plánu vykoupení. Jan Pavel II. staví svatého Josefa do pozice člověka, který prolamuje starý zlozvyk otcovské rodinné nadvlády, a navrhuje ho jako vzor milujícího otce.
Významný josefolog, otec Tarcisio Stramare z řádu oblátů svatého Josefa, byl hlavním spolupracovníkem při přípravě Redemptoris Custos. Tato exhortace je součástí „vykupitelských dokumentů“ vydaných papežem Janem Pavlem II. a odkazuje na mariánskou encykliku Redemptoris Mater.

## Obsah
V tomto dokumentu Jan Pavel II. znovu zdůraznil klíčové prvky encykliky Quamquam pluries týkající se postavení svatého Josefa v církvi a jeho spojení s Marií, které uznal již ve své encyklice Redemptoris Mater. Napsal:
„Josef je spolu s Marií prvním strážcem tohoto božského tajemství. Spolu s Marií a ve vztahu k ní se podílí na této závěrečné fázi Božího sebezjevení v Kristu, a to od samého počátku.“ „Evangelia jasně popisují otcovskou odpovědnost Josefa vůči Ježíši. Spása – která přichází skrze Ježíšovo lidství – se totiž uskutečňuje v činech, které jsou každodenní součástí rodinného života... Celý takzvaný ,soukromýʻ či ,skrytýʻ Ježíšův život je svěřen do Josefovy péče.“
Papež Jan Pavel II. zdůraznil, že Josef jako zákonný opatrovník dítěte Ježíše splnil všechny povinnosti, které z toho vyplývaly: nechal svého syna obřezat podle zákona, udělil mu jméno a představil ho v předepsaném čase v chrámu.
Ježíšův růst „v moudrosti a v postavě a v přízni u Boha i u lidí“ – Lk 2, 52 (Kral, ČEP) se odehrával ve Svaté rodině pod dohledem Josefa, který měl důležitý úkol „vychovávat“ Ježíše, tj. živit ho, oblékat a vzdělávat v Zákoně a v řemesle, jak to odpovídá otcovským povinnostem. ... Ježíš jim ze své strany „byl poslušný“ – Lk 2, 51 (Kral, ČEP) a s úctou oplácel náklonnost svých „rodičů“. Tímto způsobem chtěl posvětit rodinné a pracovní povinnosti, které vykonával po Josefově boku.
Církev uctívá Svatou rodinu a navrhuje ji jako vzor všech rodin. „V této rodině je otcem Josef: jeho otcovství není odvozeno od zplození potomků, ale není to ani otcovství ,zdánlivéʻ nebo pouze ,zástupnéʻ. Spíše je to takové, které se plně podílí na autentickém lidském otcovství a na poslání otce v rodině.“
„Rozhodující je zde posvěcení každodenního života, posvěcení, které si každý musí osvojit podle svého stavu a které může být podporováno podle modelu dostupného všem lidem.“ Jan Pavel II. poté citoval svého předchůdce, papeže Pavla VI. „Svatý Josef je vzorem těch pokorných, které křesťanství pozvedá k velkým osudům; ... je důkazem toho, že k tomu, abychom byli dobrými a opravdovými následovníky Krista, není třeba velkých věcí – stačí mít obyčejné, prosté a lidské ctnosti, které však musí být pravé a autentické.“
S odvoláním na Quamquam pluries papež Jan Pavel II. znovu zdůraznil, že církev prosila o ochranu svatého Josefa na základě „onoho posvátného pouta lásky, které ho spojuje s Neposkvrněnou Pannou, Matkou Boží“, a že církev svěřila Josefovi všechny své starosti, včetně těch nebezpečí, která ohrožují lidskou rodinu. „Kromě toho, že církev důvěřuje v Josefovu jistou ochranu, důvěřuje také jeho vznešenému příkladu, který přesahuje všechny jednotlivé životní stavy a slouží jako vzor pro celé křesťanské společenství, ať už je stav a povinnosti každého z jeho členů jakýkoli.“